# 비에시테시

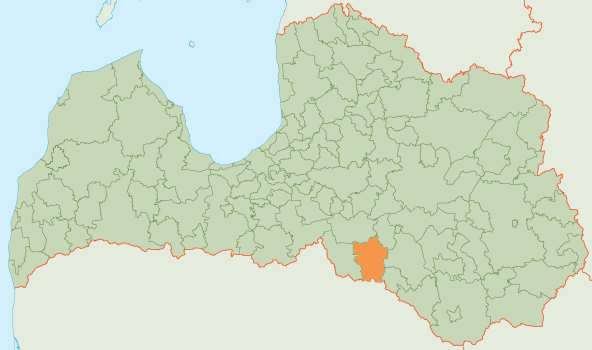
비에시테 시의 위치

비에시테시(라트비아어: Viesītes novads)는 라트비아의 지방 자치체로 행정 중심지는 비에시테이며 면적은 650.5km2, 인구는 4,705명(2009년 기준), 인구 밀도는 7.2명/km2이다. 1개 도시, 4개 교구를 관할한다.

## 같이 보기
- 라트비아의 행정 구역